# István Makay
István Makay, madžarski feldmaršal, * 14. januar 1891, † 21. junij 1944.